# Convenção do Partido Republicano no Nevada em 2012
O caucus do Partido Republicano no Nevada em 2012 foi realizado em 4 de fevereiro de 2012. Nos caucuses a escolha dos delegados é feita em reuniões políticas realizadas em residências, escolas e outros prédios públicos, nas quais os eleitores debatem sobre seus candidatos e temas eleitorais. Os delegados eleitos no caucus participam de convenções nos condados, nas quais são eleitos os delegados que irão às convenções estaduais que, por fim, definem os delegados a serem enviados à convenção nacional.

## Data
Os caucuses do Partido Republicano de Nevada em 2012 foram originalmente programados para iniciar em 18 de fevereiro, muito mais tarde do que a data em 2008, que quase imediatamente seguido do início do ano, em janeiro de 2008. Em 29 de setembro de 2011, a agenda completa de caucuses e primárias foram interrompidas, quando foi anunciado que o Partido Republicano da Flórida decidiu mudar a sua primária para 31 de janeiro, em uma tentativa de chamar a atenção para a sua disputa estadual, e atrair os candidatos presidenciais para visitar o estado. Por causa da mudança, o Comitê Nacional Republicano decidiu retirar metade dos delegados da Flórida. Além disso, como resultado, o Partido Republicano Nevada, juntamente com Iowa, Nova Hampshire e Carolina do Sul, então procurou mudar seus caucuses para o início de janeiro. Estes, com exceção de Nevada, concordaram em seguir a Flórida, confirmando as datas dos caucuses e primárias para ocorrer durante janeiro, sendo que Nevada decidiu realizar a sua disputa em 4 de fevereiro de 2012.

## Campanha
Mitt Romney concetrou seu discurso na economia do estado que possui a maior taxa de desmprego do país, 12,6%, e o grandes índices de execuções hipotecárias, criticando o seu rival democrata Barack Obama. Não havia dúvida de que Romney iria vencer no estado. Ele venceu em todo o estado, com exceção do sudoeste, onde está a população mais rural e conservadora.

## Resultados
O resultado final foi anunciado através do Twitter pelo Partido Republicano de Nevada na segunda-feira 6 de fevereiro.
| Mitt Romney               | 16 486                    | 50,02%                    | 14 | 14 | 14 |
| Newt Gingrich             | 6 956                     | 21,10%                    | 6  | 6  | 6  |
| Ron Paul                  | 6 175                     | 18,73%                    | 5  | 5  | 5  |
| Rick Santorum             | 3 277                     | 9,94%                     | 3  | 3  | 3  |
| Sem preferência           | 67                        | 0,20%                     | 0  | 0  | 0  |
| Delegados não projetados: | Delegados não projetados: | Delegados não projetados: | 0  | 0  | 0  |
| Total:                    | 32 961                    | 100%                      | 28 | 28 | 28 |

## Pesquisas de opinião
Em todas as pesquisas, Mitt Romney apareceu como o favorito para a eleição em Nevada.
| Fonte da pesquisa                                                                       | Data                                   | 1º              | 2º                | 3º                   | Outro |
| --------------------------------------------------------------------------------------- | -------------------------------------- | --------------- | ----------------- | -------------------- | --- |
| Public Policy Polling Margem de erro: ±3.2% Entrevistados: 937                          | 1–2 de fevereiro de 2012               | Mitt Romney 50% | Newt Gingrich 25% | Ron Paul 15%         | Rick Santorum 8%, Não sabe/Outro 1%                                                                                    |
| Las Vegas Review Journal/University of Nevada Margem de erro: ±4.75% Entrevistados: 426 | 1 de fevereiro de 2012                 | Mitt Romney 45% | Newt Gingrich 25% | Rick Santorum 11%    | Ron Paul 9%, Indeciso 9%                                                                                               |
| 2012NevadaCaucus.com Margem de erro: ±5% Entrevistados: 300                             | 31 de janeiro - 1 de fevereiro de 2012 | Mitt Romney 34% | Ron Paul 24%      | Newt Gingrich 14%    | Rick Santorum 9%, Indeciso 19%                                                                                         |
| Public Policy Polling Margem de erro: ±4.6% Entrevistados: 450                          | 20–23 de outubro de 2011               | Mitt Romney 29% | Herman Cain 28%   | Newt Gingrich 15%    | Ron Paul 7%, Rick Perry 6%, Michele Bachmann 3%, Jon Huntsman 2%, Rick Santorum 2%, Gary Johnson 0%, Outro/Indeciso 9% |
| Public Policy Polling Margem de erro: ±4.6% Entrevistados: 450                          | 20–23 de outubro de 2011               | Mitt Romney 65% | Rick Perry 20%    | –                    | Não sabe 15% |
| Public Policy Polling Margem de erro: ±4.6% Entrevistados: 450                          | 20–23 de outubro de 2011               | Mitt Romney 48% | Herman Cain 40%   | –                    | Não sabe 13% |
| Public Policy Polling Margem de erro: ±4.6% Entrevistados: 450                          | 20–23 de outubro de 2011               | Herman Cain 60% | Rick Perry 22%    | –                    | Não sabe 17% |
| Magellan Strategies Margem de erro: ±3.77% Entrevistados: 673                           | 19–20 de outubro de 2011               | Mitt Romney 38% | Herman Cain 26%   | Newt Gingrich 16%    | Ron Paul 7%, Rick Perry 5%, Michele Bachmann 2%, Jon Huntsman 1%, Rick Santorum 1%, Outro 1%, Indeciso 3%              |
| Project New West Margem de erro: ±7.1% Entrevistados: 190                               | 25–27 de setembro de 2011              | Mitt Romney 31% | Herman Cain 26%   | Rick Perry 12%       | Newt Gingrich 7%, Ron Paul 7%, Michele Bachmann 4%, Rick Santorum 2%, Jon Huntsman 1%, Outro 3%, Indeciso 7%           |
| Magellan Strategies Margem de erro: ±3.9% Entrevistados: 631                            | 29-31 de agosto de 2011                | Rick Perry 29%  | Mitt Romney 24%   | Herman Cain 7%       | Michele Bachmann 6%, Ron Paul 6%, Newt Gingrich 5%, Jon Huntsman 1%, Rick Santorum 1%, Outro 2%, Indeciso 19%          |
| Public Policy Polling Margem de erro: ±3.6% Entrevistados: 732                          | 28–31 de julho de 2011                 | Mitt Romney 31% | Rick Perry 18%    | Michele Bachmann 10% | Sarah Palin 10%, Ron Paul 9%, Herman Cain 7%, Newt Gingrich 6%, Tim Pawlenty 1%, Jon Huntsman 1%, Outro/Indeciso 6%    |
| Public Policy Polling Margem de erro: ±3.6% Entrevistados: 732                          | 28–31 de julho de 2011                 | Mitt Romney 31% | Rick Perry 18%    | Michele Bachmann 14% | Ron Paul 11%, Herman Cain 8%, Newt Gingrich 8%, Jon Huntsman 2%, Tim Pawlenty 1%, Outro/Indeciso 7%                    |
| Public Policy Polling Margem de erro: ±5.7% Entrevistados: 300                          | 21–24 de abril de 2011                 | Mitt Romney 24% | Donald Trump 16%  | Newt Gingrich 11%    | Mike Huckabee 10%, Sarah Palin 8%, Tim Pawlenty 8%, Michele Bachmann 7%, Ron Paul 5%, Outro/Indeciso 12%               |
| Public Policy Polling Margem de erro: ±5.7% Entrevistados: 300                          | 21–24 de abril de 2011                 | Mitt Romney 29% | Newt Gingrich 17% | Sarah Palin 12%      | Michele Bachmann 9%, Mike Huckabee 9%, Ron Paul 7%, Tim Pawlenty 7%, Outro/Indeciso 9%                                 |
| Public Policy Polling Margem de erro: ±5.7% Entrevistados: 300                          | 21–24 de abril de 2011                 | Mitt Romney 33% | Newt Gingrich 18% | Sarah Palin 14%      | Michele Bachmann 11%, Tim Pawlenty 9%, Ron Paul 6%, Outro/Indeciso 8%                                                  |
| Public Policy Polling Margem de erro: ±5.7% Entrevistados: 300                          | 21–24 de abril de 2011                 | Mitt Romney 31% | Newt Gingrich 16% | Mike Huckabee 15%    | Michele Bachmann 11%, Tim Pawlenty 10%, Ron Paul 8%, Outro/Indeciso 9%                                                 |
| Public Policy Polling Margem de erro: ±5.7% Entrevistados: 300                          | 21–24 de abril de 2011                 | Mitt Romney 38% | Newt Gingrich 21% | Michele Bachmann 14% | Ron Paul 10%, Tim Pawlenty 8%, Outro/Indeciso 10%                                                                      |
| Public Policy Polling Margem de erro: ±4.9% Entrevistados: 400                          | 3–5 de janeiro de 2011                 | Mitt Romney 31% | Sarah Palin 19%   | Newt Gingrich 18%    | Mike Huckabee 14%, Ron Paul 7%, Mitch Daniels 1%, Tim Pawlenty 1%, John Thune 1%, Outro/Indeciso 8%                    |
| Public Policy Polling Margem de erro: ±5.9% Entrevistados: 272                          | 30–31 de outubro de 2010               | Mitt Romney 34% | Newt Gingrich 21% | Sarah Palin 16%      | Mike Huckabee 11%, Tim Pawlenty 2%, Mitch Daniels 1%, Mike Pence 1%, John Thune 0%, Outro/Indeciso 13%                 |
| Public Policy Polling Margem de erro: ±5.0% Entrevistados: 400                          | 16–18 de julho de 2010                 | Mitt Romney 34% | Newt Gingrich 28% | Sarah Palin 16%      | Mike Huckabee 11%, Ron Paul 7%, Indeciso 5%                                                                            |